# Pontotoc
Pontotoc è una città (city) degli Stati Uniti d'America, capoluogo della omonima contea, nello Stato del Mississippi.